# 科斯塔斯·斯塔菲利德斯
科斯塔斯·斯塔菲利德斯（希臘語：Κώστας Σταφυλίδης；1993年12月2日—）是一位希臘足球運動員。在場上的位置是左後衛。現時效力德甲俱樂部波琴，曾效力於英格蘭足球冠軍聯賽球隊富勒姆。他也代表希臘國家足球隊參賽。

## 外部連結
- 足球数据库：科斯塔斯·斯塔菲利德斯的球员统计数据
- 科斯塔斯·斯塔菲利德斯－UEFA國際賽競賽紀錄